# Tchatkalophantes bonneti
Tchatkalophantes bonneti är en spindelart som först beskrevs av Schenkel 1963.  Tchatkalophantes bonneti ingår i släktet Tchatkalophantes och familjen täckvävarspindlar. Inga underarter finns listade i Catalogue of Life.